# 山口県立萩商工高等学校
山口県立萩商工高等学校（やまぐちけんりつ はぎしょうこうこうとうがっこう）は山口県萩市平安古（ひやこ）に所在する公立の商工高等学校。総合選択制を取り入れている。
1948年の学制改革で発足。1965年に山口県立萩商業高等学校と山口県立萩工業高等学校に分離したが、2006年（平成18年）に山口県立高校の再編統合計画の一環として、41年ぶりに萩商業高校と萩工業高校が再び一つに統合し、総合選択制に改組されて現在の商工高校として開校した。

## 設置学科
（総合選択制）
- 総合ビジネス科
- 情報デザイン科
- 機械・土木科
  - 機械コース
  - 土木コース
- 電気・建築科
  - 電気コース
  - 建築コース

## 沿革
- 1911年（明治44年） - 萩町立明倫商業補習学校が創立。
- 1915年（大正06年） - 萩町立萩商業高等学校設立。
- 1940年（昭和15年） - 明倫商業補習学校が県立学校に移管、山口県立萩商業学校と改名。
- 1944年（昭和19年） - 戦時中の教育政策により工業系学科を加え、山口県立萩工業学校に転換。
- 1948年（昭和23年） - 学制改革により山口県立萩商工高等学校（旧）に移行。
- 1965年（昭和40年） - 山口県立萩商工高等学校（旧）を廃止。商業系学科と工業系学科が分離してそれぞれ山口県立萩商業高等学校、山口県立萩工業高等学校となる。
- 2006年（平成18年） - 両校の統合を目的として、萩工業高校の敷地内に山口県立萩商工高等学校開校。
- 2008年（平成20年） - 萩商業高校・萩工業高校が閉校、国際情報科を情報デザイン科に改組。

## 所在地
- 山口県萩市平安古544（旧：萩工業高等学校の跡地）

## 出身者
- 弘中勝久（山口県副知事＝萩工）
- 安藤英志（元プロ野球選手＝萩商）
- 廣田浩章（元プロ野球選手＝萩商）
- 杉本潔彦（元プロ野球選手＝萩商）
- 矢次啓佑（ラグビー選手＝萩商工）
- 平井建多（ラグビー選手＝萩商工）